# تاكيشي ايتو
تاكيشي ايتو (11 سبتمبر 1987 إزومي اليابان - ) هو لاعب كرة قدم ياباني يلعب كمدافع.

## روابط خارجية
- تاكيشي ايتو على موقع قاعدة بيانات كرة القدم.إي يو (الإنجليزية)
- تاكيشي ايتو على موقع Soccerway.com (الإنجليزية)
- تاكيشي ايتو على موقع عالم كرة القدم.نت (الإنجليزية)